# Ryska superligan i volleyboll (damer)
Ryska superligan i volleyboll för damer består av 14 lag. Ligan grundades 1991 av det ryska volleybollförbundet som ett sätt att fortsatt organisera volleyboll på elitnivå efter Sovjetunionens fall (och därmed nedläggningen av Sovjetunionens mästerskap i volleyboll för kvinnor). Den första säsongen ingick även lag från Jugoslavien. 

## Resultat[1]
| Säsong  | Vinnare                      | Tvåa                            | Trea                         |
| ------- | ---------------------------- | ------------------------------- | ---------------------------- |
| 1991–92 | Uralochka Jekaterinburg      | Mladost Zagreb                  | CSKA Moskva                  |
| 1992–93 | Uralochka Jekaterinburg      | Yunezis Jekaterinburg           | CSKA Moskva                  |
| 1993–94 | Uralochka Jekaterinburg      | CSKA Moskva                     | Uralochka Jekaterinburg II   |
| 1994–95 | Uralochka Jekaterinburg      | CSKA Moskva                     | Uralochka Jekaterinburg II   |
| 1995–96 | Uralochka Jekaterinburg      | CSKA Moskva                     | Uraltransbank Jekaterinburg  |
| 1996–97 | Uralochka Jekaterinburg      | CSKA Moskva                     | Uraltransbank Jekaterinburg  |
| 1997–98 | Uralochka Jekaterinburg      | Uraltransbank Jekaterinburg     | CSKA Moskva                  |
| 1998–99 | Uralochka Jekaterinburg      | Uraltransbank Jekaterinburg     | Fakel Novy Urengoy           |
| 1999–00 | Uralochka Jekaterinburg      | Uraltransbank Jekaterinburg     | CSKA Moskva                  |
| 2000–01 | Uralochka Jekaterinburg      | Universitet Belgorod            | Uraltransbank Jekaterinburg  |
| 2001–02 | Uralochka NTMK Jekaterinburg | Aeroflot-Malakhit Jekaterinburg | Universitet Belgorod         |
| 2002–03 | Uralochka NTMK Jekaterinburg | Universitet Belgorod            | Balakovskaia AES Balakovo    |
| 2003–04 | Uralochka NTMK Jekaterinburg | Dinamo Moskovskaya              | Balakovskaia AES Balakovo    |
| 2004–05 | Uralochka NTMK Jekaterinburg | Dinamo Moskva                   | Balakovskaia AES Balakovo    |
| 2005–06 | Dinamo Moskva                | VK Zaretje Odintsovo            | Dinamo Moskovskaya           |
| 2006–07 | Dinamo Moskva                | CSKA Moskva                     | Samorodok Khabarovsk         |
| 2007–08 | VK Zaretje Odintsovo         | Dinamo Moskva                   | Uralochka NTMK Jekaterinburg |
| 2008–09 | Dinamo Moskva                | VK Zaretje Odintsovo            | Uralochka NTMK Jekaterinburg |
| 2009–10 | VK Zaretje Odintsovo         | Dinamo Moskva                   | Dinamo Krasnodar             |
| 2010–11 | Dinamo Kazan                 | Dinamo Moskva                   | Dinamo Krasnodar             |
| 2011–12 | Dinamo Kazan                 | Dinamo Moskva                   | Uralochka NTMK Jekaterinburg |
| 2012–13 | Dinamo Kazan                 | Dinamo Moskva                   | Omichka Omsk                 |
| 2013–14 | Dinamo Kazan                 | Dinamo Moskva                   | Omichka Omsk                 |
| 2014–15 | Dinamo Kazan                 | Dinamo Moskva                   | Uralochka NTMK Jekaterinburg |
| 2015–16 | Dinamo Moskva                | Uralochka NTMK Jekaterinburg    | Dinamo Krasnodar             |
| 2016–17 | Dinamo Moskva                | Dinamo Kazan                    | Jenisej Krasnojarsk          |
| 2017–18 | Dinamo Moskva                | Dinamo Kazan                    | Uralochka NTMK Jekaterinburg |
| 2018–19 | Dinamo Moskva                | VK Lokomotiv Kaliningrad        | Uralochka NTMK Jekaterinburg |
| 2019–20 | Dinamo Kazan                 | VK Lokomotiv Kaliningrad        | Uralochka NTMK Jekaterinburg |
| 2020–21 | VK Lokomotiv Kaliningrad     | Dinamo Moskva                   | Dinamo Kazan                 |